# Полверара
Полвера̀ра (на италиански: Polverara) е малко градче и община в Северна Италия, провинция Падуа, регион Венето. Разположено е на 6 m надморска височина. Населението на общината е 3048 души (към 2010 г.).